# Kirkonmaa
Kirkonmaa ist eine zu Finnland gehörende, 7,9 km² große Insel im Finnischen Meerbusen etwa 10 km südlich der Stadt Kotka, zu deren Gemeindegebiet sie gehört. Sie ist durch einen etwa 120 m breiten Sund von der nördlich gelegenen Insel Kuutsalo getrennt.

## Die Insel
Der Südteil der mehrheitlich bewaldeten Insel ist militärisches Sperrgebiet, im Nordteil befinden sich eine beträchtliche Anzahl von meist nur im Sommer benutzten Ferienhäusern sowie im Nordosten die Mehrfamilienhäuser der Zivilangestellten der Garnison. Der Friedhof der Gemeinde Kuutsalo liegt in deren Nähe, ebenso ein Bootsanleger. Von dort führt eine Straße zum Kasernengelände im Süden. Im Nordwesten ist eine längere Mole, an der Charterboote aus Kotka anlegen; auch von dort geht eine Straße zum Kasernengelände.

Die einstigen Unterkünfte und Bunker der finnischen Küstenverteidigung auf der Insel können bereits seit etwa 2010 besichtigt werden, einige Kanonen und Bunker stehen seit einigen Jahren zum Verkauf, es gab aber noch keine Interessenten, da für die Objekte auch die strengen Auflagen des Denkmalschutzes beachtet werden müssen.

## Geschichte
Im Jahre 1925 begann die finnische Armee mit dem Bau einer Küstenartilleriefestung auf der Insel. 1927 wurden die eigentlichen Geschützstellungen eingerichtet und mit vier 25,4-cm-Kanonen L/45 D bestückt, die schließlich 1929 gefechtsbereit waren. Die Geschütze wurden aus einer der beiden Batterien auf Isosaari nach Kirkonmaa gebracht und hier in versteckt angelegten Einzelstellungen positioniert; sie waren so aufgestellt, dass sie einen horizontalen Schusswinkel von 360 Grad bestreichen konnten. Im Winterkrieg 1939/40 mit der Sowjetunion erwiesen sie sich als sehr wirksam. Im März 1940 marschieren Truppen der Roten Armee über das Eis von Isosaari und Lavansaari in Richtung Kotka, wurden jedoch von mehr als 100 Schüssen aus Kirkonmaa und Beschuss von den Artilleriefestungen Rankki und Pukkio zum Rückzug gezwungen.
Im Zweiten Weltkrieg, am Nachmittag des 20. Juni 1944, wurden die Küstenbatterie und das Munitionslager auf der Insel von 18 sowjetischen Pe-2-Kampfflugzeugen bombardiert. Am Vortage war der deutsche Minentransporter Otter mit einer Ladung von 200 Minen eingetroffen, deren Entladung gerade beendet war. Eine der Bomben traf auf die vor dem Munitionsbunker aufgereihten Minen, was über diese eine Kette von Explosionen bis in das Minendepot hinein auslöste, das in einer gewaltigen Explosion vernichtet wurde. Die an der Pier liegende Otter erhielt keinen direkten Treffer, wurde aber durch die Explosion so schwer beschädigt, dass sie mit starker Schlagseite auf Grund ging und aufgegeben werden musste. Ein mit 76 KMA-Minen beladener Leichter wurde zerrissen und ein Marinefährprahm brannte aus.